# Auryn (Band)
Auryn ist eine spanische Boygroup, die 2009 gegründet wurde. Ihre erste Single Breathe in the Light erreichte 2011 Platz 10 der spanischen Musikcharts, zwei ihrer drei Studioalben sowie die Single Puppeteer von 2014 gelangten auf Platz 1.

## Mitglieder
Auryn besteht aus fünf Sängern, die alle aus Spanien stammen:
- Blas Cantó Moreno (geboren am 26. Oktober 1991 in Ricote, Provinz Murcia)
- Daniel Fernández Delgado (geboren am 11. Dezember 1991 in Alcázar de San Juan, Provinz Ciudad Real)
- Alvaro Garcia-Gango Guijarro (geboren am 2. Oktober 1989 in Alcalá de Henares, Autonome Gemeinschaft Madrid)
- David Martin Lafuente (geboren am 3. Mai 1988 in Pinos Puente, Provinz Granada)
- Carlos Perez Marco (geboren am 4. Februar 1991 in Alicante, Provinz Alicante)

Sie hatten vor ihrem Zusammenschluss als Band bereits getrennt an Musik-Castingshows und -Wettbewerben teilgenommen. Am erfolgreichsten war Dani Fernández, der Spanien bei dem Junior Eurovision Song Contest 2006 vertreten hatte, dem letzten, an dem Spanien sich beteiligte.

## Geschichte
2009 schlossen sich die fünf Sänger zur Band Auryn zusammen. Den Namen wählten sie nach AURYN, einem magischen Gegenstand aus Michael Endes Buch Die unendliche Geschichte, der seinem Träger alle Wünsche erfüllte.
Zunächst veröffentlichte Auryn Coverversionen bekannter Songs auf YouTube, darunter Umbrella von Rihanna. 2011 nahmen sie am Destino Eurovisión teil, dem spanischen Ausscheidungswettbewerb für den Eurovision Song Contest 2011. Sie erreichten das Finale der letzten drei Teilnehmer, unterlagen dort aber der Sängerin Lucía Pérez.
Auryn nutzte die durch den Wettbewerb gewonnene Bekanntheit zur Herausgabe ihrer ersten Single Breathe in the Light, die Platz 10 der spanischen Musikcharts erreichte, und veröffentlichten später in demselben Jahr ihr Debütalbum Endless Road, 7058 in Eigenregie. 2012 wurde Auryn von Warner Music Spain unter Vertrag genommen. Das Debütalbum wurde unter dem Titel Endless Road, 7058 Upcoming um vier Songs erweitert wiederveröffentlicht und gelangte auf Platz 4 der spanischen Album-Charts. Auryns folgende Alben Anti-Heroes (2013), Circus Avenue (2014) und Ghost Town (2015) erreichten alle drei Platz 1 der Charts.
Bereits 2011 begann Auryn eine Konzerttour durch Spanien mit Liedern ihres ersten Albums. Am 24. November dieses Jahres traten sie in Madrid als Vorgruppe für ein Konzert von The Wanted während deren Europatour auf. Weitere Konzerttouren von Auryn durch Spanien und nach Mexiko folgten ab 2012.
Von 2011 bis 2014 organisierte Auryn jährlich ein Camp unter dem Namen „MyCampAuryn 2011“, bei dem die fünf Bandmitglieder einige Tage gemeinsam mit ihren Fans verbrachten, ihnen Musikunterricht gaben, Platten signierten usw.

## Diskografie

### Alben
| Jahr | Titel                                                                  | Höchstplatzierung, Gesamtwochen, AuszeichnungChartsChartplatzierungen (Jahr, Titel, Platzierungen, Wochen, Auszeichnungen, Anmerkungen) | Anmerkungen                                                               |
| Jahr | Titel                                                                  | ES | Anmerkungen                                                               |
| ---- | ---------------------------------------------------------------------- | --- | ------------------------------------------------------------------------- |
| 2011 | Endless Road, 7058 Wiederveröffentlichung: Endless Road, 7058 Upcoming | ES4 (63 Wo.)ES | Erstveröffentlichung: 18. Oktober 2011 Wiederveröffentlichung: April 2012 |
| 2013 | Anti-Heroes                                                            | ES1 Platin · (80 Wo.)ES | Erstveröffentlichung: März 2013                                           |
| 2014 | Circus Avenue                                                          | ES1 Platin · (48 Wo.)ES | Erstveröffentlichung: 30. September 2014                                  |
| 2015 | Ghost Town                                                             | ES1 Gold · (26 Wo.)ES | Erstveröffentlichung: 4. Dezember 2015                                    |

### Singles
| Jahr | Titel Album                             | Höchstplatzierung, Gesamtwochen, AuszeichnungChartsChartplatzierungen (Jahr, Titel, Album, Platzierungen, Wochen, Auszeichnungen, Anmerkungen) | Anmerkungen                                        |
| Jahr | Titel Album                             | ES | Anmerkungen                                        |
| ---- | --------------------------------------- | --- | -------------------------------------------------- |
| 2011 | Breathe in the Light Endless Road 7058  | ES10 (1 Wo.)ES |                                                    |
| 2011 | Last Night on Earth Endless Road 7058   | ES6 (1 Wo.)ES |                                                    |
| 2012 | I Don’t Think So Endless Road 7058      | ES7 (1 Wo.)ES |                                                    |
| 2012 | Don’t Give Up My Game Endless Road 7058 | ES13 (6 Wo.)ES |                                                    |
| 2012 | 1900 Endless Road 7058                  | — |                                                    |
| 2012 | I Met An Angel –                        | ES39 (1 Wo.)ES | Weihnachts-Spezial                                 |
| 2013 | Cuando te volveré a ver –               | ES34 (2 Wo.)ES | aus dem spanischen Soundtrack von "Wreck-It Ralph" |
| 2013 | Heartbreaker Anti-Heroes                | ES13 (10 Wo.)ES |                                                    |
| 2013 | Make My Day Anti-Heroes                 | — |                                                    |
| 2013 | Breathe Your Fire Anti-Heroes           | — |                                                    |
| 2014 | Puppeteer Circus Avenue                 | ES1 (21 Wo.)ES |                                                    |
| 2014 | If This Was My Last Song Circus Avenue  | ES48 (1 Wo.)ES |                                                    |
| 2014 | Saturday I’m in Love Circus Avenue      | ES50 (1 Wo.)ES |                                                    |
| 2015 | Electric Ghost Town                     | ES100 (1 Wo.)ES |                                                    |
| 2016 | Who’s Loving You? Ghost Town            | ES92 (5 Wo.)ES | feat. Anastacia                                    |

## Auszeichnungen
- 2013: MTV Europe Music Award – Bester spanischer Act